# Portrait de Lucrezia Panciatichi
Le Portrait de Lucrezia Panciatichi est une peinture de l'artiste italien Agnolo di Cosimo, connu sous le nom de Bronzino, fini vers 1545. Il est conservé à la galerie des Offices de Florence, en Italie.

## Description
Lucrezia di Sigismondo Pucci, était l'épouse de Bartolomeo Panciatichi, un Florentin humaniste et homme politique, également représenté par Bronzino dans un autre portrait. Giorgio Vasari décrit les deux portraits ainsi : « si naturels qu'ils semblent vraiment vivants ». Le spectacle de vêtements et de bijoux raffinés était destiné non seulement à souligner la position d'élite de la femme, mais aussi des aspects de sa personnalité grâce à une symbologie complexe, incluant les mots « Amour dure sans fin » sur le collier en or, une référence à un traité sur l'amour écrit pour le Grand-Duc de Florence, Cosme Ier de Médicis, en 1547.

## Postérité
Le tableau fait partie du musée imaginaire de l'historien français Paul Veyne, qui le décrit dans son ouvrage justement intitulé Mon musée imaginaire.